# Guillaume Nélis

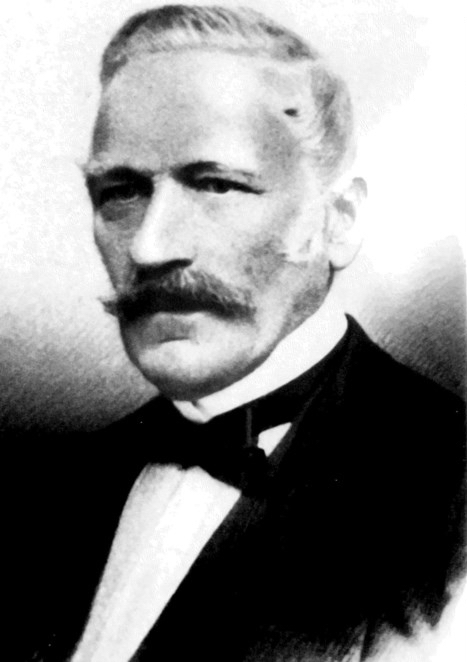

Guillaume Joseph Nelis (Bevekom, 18 maart 1803 - Brussel, 19 april 1896) was een Belgisch volksvertegenwoordiger.

## Levensloop
Nelis was een zoon van Jean-Joseph Nelis, landbouwer op de hofstede Grande Grayette en gemeenteraadslid van Nijvel, en van Marie-Catherine Vanhamme. Hij trouwde met Marie-Thérèse Kumps, dochter van de eigenaar van de gesloten hoeve Hof Ter Holst in Maleizen-Overijse. Het gezin bleef kinderloos.
Hij promoveerde tot doctor in de geneeskunde (1827) aan de Rijksuniversiteit Leuven. Van 1828 tot 1838 was hij arts in Waver. Daarna werd hij industrieel:
- directeur van de vennootschap Mathieu, Nélis et Cie voor de handel in en de fabricatie van papier (1837-1843);
- bestuurder-eigenaar van de Papeteries de Virginal-Samme (1843-1858).

Hij werd ook politiek actief. In 1857 werd hij verkozen tot liberaal volksvertegenwoordiger voor het arrondissement Nijvel en vervulde dit mandaat tot in 1870. In 1870 was hij ook medestichter van de Courrier de Nivelles.
Lokaal was hij burgemeester van Virginal-Samme (1846-1853) en provincieraadslid voor Brabant (1848-1853).
Nelis was medestichter van de commanditaire vennootschap Solvay en Cie. Ernest Solvay verklaarde: "We danken de oprichting van de vennootschap aan Mr Nelis. Hij was een van de meest intelligente industriëlen van dit land." Nelis bezat bij de stichting 18 % van de aandelen en was hiermee de tweede belangrijkste aandeelhouder, na Solvay zelf. In 1967, na heel wat kapitaalsverhogingen, was nog 7,50 % van de aandelen in het bezit van de erfgenamen Nelis.
Hij was verder nog:
- voorzitter van de Kamer van Koophandel van Nijvel;
- lid van de Hoge Raad voor Handel en Industrie.

Nelis woonde aan de Belliardstraat, nr. 45, en bezat in de gemeente Hever nabij Mechelen een kasteel en domein van 150 ha, namelijk het Kasteel Schiplaken. Hij bezat ook een belangrijke villa in Tubeke.